# Gadoni
Gadoni es una localidad italiana de la provincia de Nuoro, región de Cerdeña, con 914 habitantes.

## Evolución demográfica
| Gráfica de evolución demográfica de Gadoni entre 1861 y 2001 |
|                                                              |
| Fuente ISTAT - elaboración gráfica de Wikipedia              |